# Ниресон (тауншип, Миннесота)
Ниресон (англ. Nereson) — тауншип в округе Розо, Миннесота, США. На 2000 год его население составило 69 человек.

## География
По данным Бюро переписи населения США площадь тауншипа составляет 93,9 км², из которых 93,9 км² занимает суша, водоёмов нет.

## Демография
По данным переписи населения 2000 года здесь находились 69 человек, 29 домохозяйств и 20 семей. Плотность населения —  0,7 чел./км². На территории тауншипа расположено 34 постройки со средней плотностью 0,4 построек на один квадратный километр. Расовый состав населения: 100,00 % белых.
Из 29 домохозяйств в 27,6 % воспитывались дети до 18 лет, в 69,0 % проживали супружеские пары и в 27,6 % домохозяйств проживали несемейные люди. 27,6 % домохозяйств состояли из одного человека, при том 6,9 % из — одиноких пожилых людей старше 65 лет. Средний размер домохозяйства — 2,38, а семьи — 2,90 человека.
18,8 % населения — младше 18 лет, 5,8 % — в возрасте от 18 до 24 лет, 30,4 % — от 25 до 44, 30,4 % — от 45 до 64, и 14,5 % — старше 65 лет. Средний возраст — 42 года. На каждые 100 женщин приходилось 130,0 мужчин. На каждые 100 женщин старше 18 приходилось 133,3 мужчин.
Средний годовой доход домохозяйства составлял 29 375 долларов, а средний годовой доход семьи —  50 833 доллара. Средний доход мужчин —  23 000  долларов, в то время как у женщин — 12 188. Доход на душу населения составил 13 899 долларов. За чертой бедности не находилась ни одна семья и 2,3 % всего населения тауншипа.